# عبد الرحمن الغابري
عبد الرحمن الغابري، مصور يمني بارز، وصاحب أكبر أرشيف صور تاريخية وسياسية وطبيعية عن اليمن.[بحاجة لمصدر]

## حياته المهنية
ولد عبد الرحمن الغابري في 12 أغسطس 1956، في محمية عتمة في محافظة ذمار اليمنية، ودرس مراحله الأولى في القرية، ثم التحق بمدرسة الأيتام الشعبية في صنعاء، ثم الإعدادية والثانوية في صنعاء. واشتغل بالتصوير منذ عام 1968م.
تخصص الغابري في الأعمال الإعلامية، من طباعة وفرز ألوان وجمع أحرف والتصوير في دمشق منذ مطلع السبعينات. ودرس الموسيقى والتمثيل في معاهد خاصة، ثم تخصص كمخرج سينمائى تسجيلي في لبنان. لاحقاً شغل الغابري منصب مدير المسرح العسكري ومخرجاً للمسرحيات في نفس الوقت. ولكن عمله في التصوير الفوتوغرافي  طغى على جميع التخصصات الأخرى.
عاصر الغابري والتقط العديد من الصور التاريخية النادرة لرؤساء اليمن منذ حكم عبد الله السلال وعبد الرحمن الأرياني وصولاً إلى علي عبد الله صالح، كما تعرّف على رؤسا اليمن الجنوبي: عبد الفتاح إسماعيل وعلي ناصر محمد وعلي سالم البيض وحيدر العطاس، بالإضافة لعدد من رؤساء الدول العربية والأوروبية وملوكها وأمرائها، موثقاً تحركاتهم باحترافية.
أقام الغابري أكثر من ثلاثة وثمانين معرضاً فوتوغرافيا في اليمن وخارجها. وهو الآن مدير مؤسسة "الهوية اليمنية" الثقافي، معتمداً على ارشيفه الضخم من الصور الفوتوغرافية لجميع مناحي الحياة في اليمن.

## حياته الشخصية
عبد الرحمن الغابري متزوج وله خمسة أبناء، أربعة منهم متخصصون في التصوير.